# Zdeněk Konopišťský ze Šternberka
Zdeněk Konopišťský ze Šternberka (asi 1420 –  4. prosince 1476 Wiener Neustadt) byl český šlechtic z rodu pánů ze Šternberka, nejvyšší hejtman, nejvyšší purkrabí a královský diplomat.

## Život
Narodil se někdy kolem roku 1420 jako druhé dítě Jaroslava ze Šternberka na Veselí a Kunky z Michalovic, nebo – což je méně pravděpodobné – jako třetí dítě Petra Konopišťského ze Šternberka († 1. listopadu 1420) a Perchty z Kravař († 12. února 1447). Po předčasné smrti svých starších sourozenců, sestry Elišky († po 1421) a bratra Petra, který zemřel roku 1439, Zdeněk dědil Konopiště, Zelenou horu, Kašperk, Roudnici nad Labem a další majetek. V listinách se poprvé objevuje roku 1437, o tři roky je uváděn, jako pán na Konopišti.
Byl dvakrát ženatý, poprvé s Anežkou z Janovic, která zemřela po roce 1470, podruhé se oženil s Anežkou Zajícovou z Házmburka, která ho přežila a zemřela až po roce 1493.
S první ženou měl osm manželských dětí:
1. Kunhuta (Kunka), provdala se dvakrát, poprvé 12. listopadu 1475 za Hynka ze Švamberka († Praha 10. července 1489, pohřben u Svatého Víta, Praha); podruhé za Jana Leopolda z Obrnic († 1543).
2. Ladislav, křtěný 20. listopadu 1457, zemřel již 1. září 1460.
3. Jaroslav III. ze Šternberka, zemský hejtman v Lužici 1468, † 1492; sňatek roku 1478 s Eliškou z Gery († asi 1505)
4. Zdeněk starší ze Šternberka († 1501), roku 1480 se oženil s Majdalenou z Rabštejna.
5. Zdislav ze Šternberka († 1502)[3]
6. Jiří, zemřel v dětském věku.
7. Zdeněk mladší, zemřel v dětském věku.

Zdeněk Konopišťský byl znám jako člověk prudké a sobecké povahy, a také jako záletník.

## Kariéra

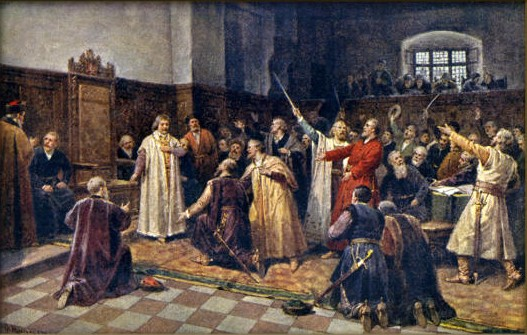
Zvolení Jiříka z Poděbrad králem českým roku 1458. Nejvyšší purkrabí pan Zdeněk Konopišťský ze Šternberka a všichni s ním slibovali novému králi věrnost a poslušenství.

Nejprve zastával úřad domažlického purkrabí, od roku 1448 postoupil do úřadu nejvyššího purkrabí pražského. V diplomatické službě se úspěšně zapsal roku 1457, když vedl do Francie poselstvo, které dojednalo svatbu krále Ladislava Pohrobka s francouzskou princeznou Magdalenou z Valois, dcerou krále Karla VII. Ladislav Pohrobek však nečekaně zemřel a Zdeněk Konopišťský začal podporovat kandidaturu Karlova stejnojmenného jedenáctiletého syna.
V roce 1458 Zdeněk byl klíčovou postavou při volbě nového českého krále. Přiklonil se na stranu svého příbuzného Jiřího z Poděbrad a Kunštátu a utrakvistů, ačkoliv sám byl katolík. V čele panstva vedl Jiříka ke korunovaci a jako první mu složil hold (jak zaznamenal Václav Brožík na své olejomalbě (v radní síni Staroměstské radnice). Postupně se však Jiřímu odcizoval, nesouhlasil s královou podporou měst a nižší šlechty. Když papež Pius II. roku 1462 odmítl stvrdit náboženskou svobodu ve znění Basilejských kompaktát, rozešli se Jiří a Zdeněk jako úhlavní nepřátelé.
Zdeněk svolal v listopadu 1465 na svůj zámek Zelenou horu sněm katolického panstva, jež sdružil pod svým vedením do Jednoty zelenohorské proti králi Jiřímu. Roku 1466 uvalil papež na krále Jiřího klatbu a o rok později potvrdil Zdeňka ve funkci hejtmana. Po marných pokusech o vyjednávání vypověděl Jiří z Poděbrad šlechticům válku, oblehl a dobyl Zdeňkovy hrady Konopiště a Český Šternberk a Zdeněk Konopišťský musel uprchnout k uherskému králi Matyášovi Korvínovi. Král Matyáš začal jako vykonavatel papežské klatby s Jiřím bojovat a české země zasáhla série česko-uherských válek.
Zdeněk ze Šternberka se postaral o to, aby katolická šlechta zvolila 3. května 1469 v Olomouci českým vzdorokrálem právě Matyáše. Ten ho na oplátku jmenoval nejvyšším hejtmanem Českého království, i přesto, že ovládal pouze Moravu. Zdeněk zůstal ve službách krále Matyáše až do své smrti 4. prosince 1476, kdy zemřel ve Vídeňském Novém Městě a jeho tělo bylo pohřbeno v dominikánském klášteře v Českých Budějovicích.